# Solidarność Pracy
Solidariteit van de Arbeid (SP) (Pools: Solidarność Pracy) was in de jaren 1990-1992 een links-georiënteerde groep binnen het Poolse vakverbond Solidariteit.
Aanvankelijk was centrumlinks binnen de Sejm- en Senaatsfractie van Solidariteit vertegenwoordigd als de "Groep ter Verdediging van de Werknemersbelangen". Nadat deze in november 1990 uiteengevallen was, richtten enkele parlementariërs "Solidariteit van de Arbeid" op, dat aanvankelijk binnen de fractie van Solidariteit bleef opereren maar zich hiervan in maart 1991 afsplitste en een zelfstandige fractie ging vormen. Aan de parlementsverkiezingen later dat jaar werd door Solidariteit van de Arbeid deelgenomen met een eigen kiescomité, dat 2,06% van de stemmen wist binnen te halen. 
Bekende vertegenwoordigers van deze groep waren Ryszard Bugaj, Aleksander Małachowski en tot 1991 ook Jan Józef Lipski en Karol Modzelewski.
In 1992 ging Solidariteit van de Arbeid samen met onder meer de Democratisch-Sociale Beweging (RDS), de Poolse Sociaaldemocratische Unie (PUS) op in de Unie van de Arbeid (UP).